# リンダ・バック
リンダ・バック（Linda B. Buck、1947年1月29日 - ）は、アメリカの生物学者。嗅覚系の研究により、リチャード・アクセルと共に2004年のノーベル生理学・医学賞を受賞した。
ノーベル賞の対象となった画期的な論文は1991年に発表された。彼女とリチャード・アクセルは、嗅覚の受容器がGタンパク質共役受容体の一種であることを見いだし、その遺伝子群の同定に成功した。さらに哺乳類のゲノム中には、約一千種の異なった嗅覚受容体をコードする遺伝子が存在すると予想した。この研究は、嗅覚作用の分子遺伝学的解析に大きな道を開いたものとして評価されている。

## 経歴
ワシントン州シアトルで生まれ、1975年にワシントン大学より心理学と微生物学の理学士号を得、1980年にダラスのテキサス南西医療センターから免疫学で学術博士号を取得。博士号取得後の仕事を彼女はコロンビア大学にてリチャード・アクセルの元で行った。1991年にハーバード大学で神経生物学の教員となった。彼女がもっとも興味を持っている研究は、フェロモンや臭いがどのように鼻で検知され、脳に伝わっているか、である。また、シノラブディス・エレガンスの老化の基礎的なメカニズムや寿命についても研究している。彼女はフレッド・ハッチンソン癌研究所の基礎科学部門の正会員であり、シアトルのワシントン大学の生理学および生物物理学の教授であり、ハワード・ヒューズ医学研究所の研究員をつとめる。彼女は2004年に米国科学アカデミーに入った。2015年王立協会外国人会員選出。　

## 主な受賞歴
- 1996年、ローゼンスティール賞
- 2003年、ガードナー国際賞
- 2004年、ノーベル生理学・医学賞